# Lobengula
Lobengula Kumalo (født 1833, død 23. januar 1894) var matabelernes anden og sidste konge. De er nu kendt som ndebelerne. 
Han blev konge, da hans far Mzilikazi døde i 1868.
1. ↑  Navnet er anført på engelsk og stammer fra Wikidata hvor navnet endnu ikke findes på dansk.